# Герасимов Юрій Михайлович
Юрій Михайлович Герасимов (29 квітня 1938, село Чашники, тепер місто Вітебської області, Білорусь — ?) — молдавський радянський діяч, начальник управління Молдавської залізниці. Член ЦК КП Молдавії в 1986—1991 роках. Депутат Верховної Ради Молдавської РСР 11-го скликання.

## Життєпис
У 1960 році закінчив Московський інститут інженерів залізничного транспорту.
У 1960—1968 роках — черговий по парку, маневровий диспетчер, старший помічник начальника станції, поїзний диспетчер, ревізор відділу руху.
Член КПРС з 1964 року.
У 1968—1975 роках — заступник начальника станції Ховріно Московського відділення Жовтневої залізниці; заступник начальника відділу руху, начальник відділу руху Московського відділення Жовтневої залізниці.
У 1975—1981 роках — заступник начальника, начальник Московського відділення Жовтневої залізниці.
У 1981—1983 роках — слухач Академії народного господарства при Раді Міністрів СРСР.
У 1983—1992 роках — начальник управління Молдавської залізниці в місті Кишиневі.
У 1992—1993 роках — заступник міністра шляхів сполучення Російської Федерації.
У 1993—1994 роках — член колегії Державного комітету Російської Федерації у справах цивільної оборони, надзвичайних ситуацій та ліквідації наслідків стихійних лих.
Подальша доля невідома.